# Mokhotlong
Mokhotlong   este un oraș  în  partea de est a  statului Lesotho. Este reședința districtului  Mokhotlong.